# Noke (métro de Fukuoka)
Noke (野芥駅, Noke-eki) est une station de la ligne Nanakuma du métro de Fukuoka. Elle est située dans l'arrondissement de Sawara à Fukuoka au Japon.

## Situation sur le réseau
Établie en souterrain, Noke est située au point kilométrique (PK) 2,6 de la ligne Nanakuma. Elle est située entre la station Kamo, en direction du terminus ouest Hashimoto, et la station Umebayashi, en direction du terminus est Hakata.

## Histoire
La station Noke est mise en service le 3 février 2005, lors de l'ouverture à l'exploitation des 16 stations de la ligne Nanakuma entre Tenjin-minami et Hashimoto.

## Services aux voyageurs

### Accès et accueil
La station est ouverte tous les jours.
Noke est desservie par les rames de la ligne Nanakuma : 
- voie 1 : direction Hakata
- voie 2 : direction Hashimoto

Installations et desserte
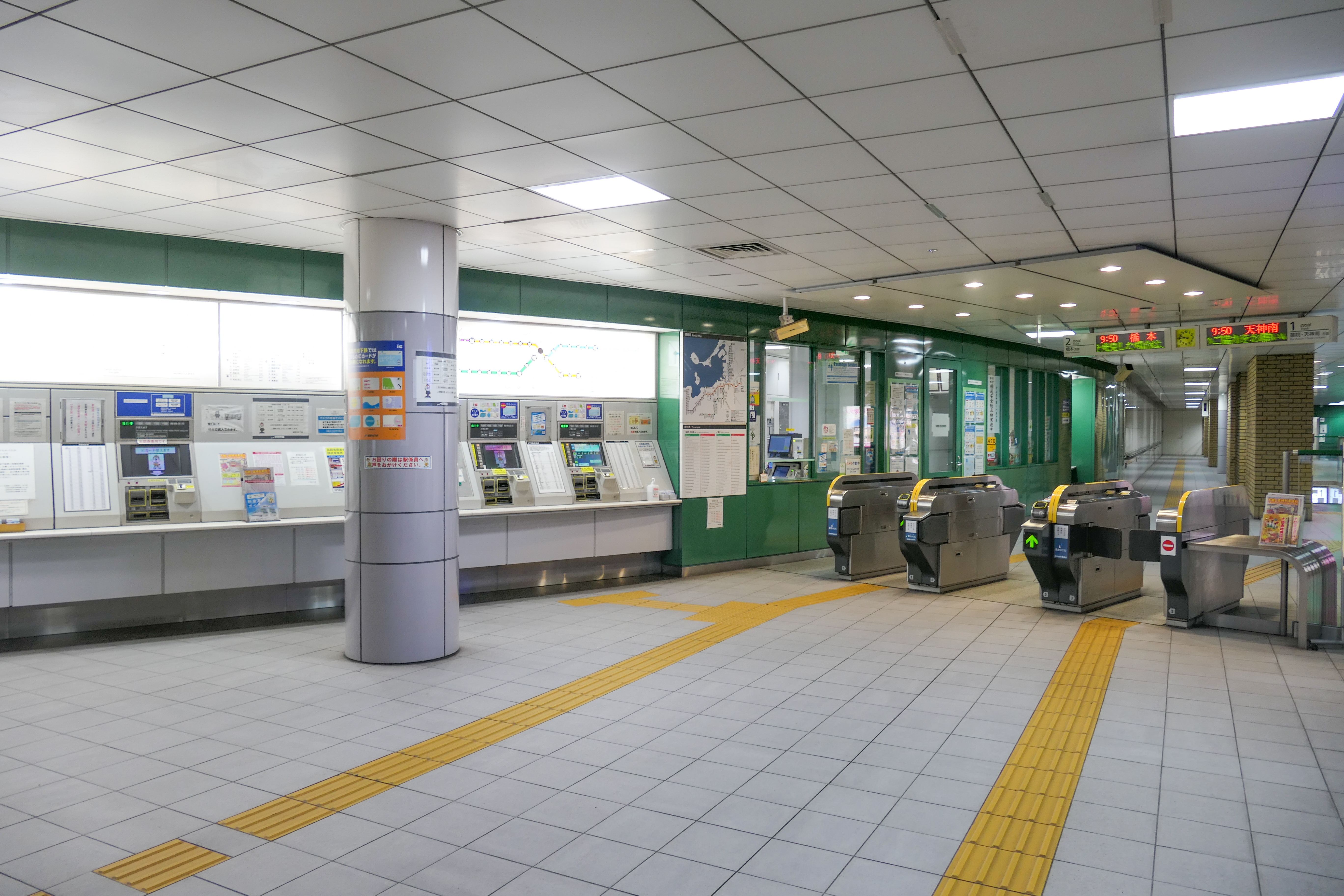
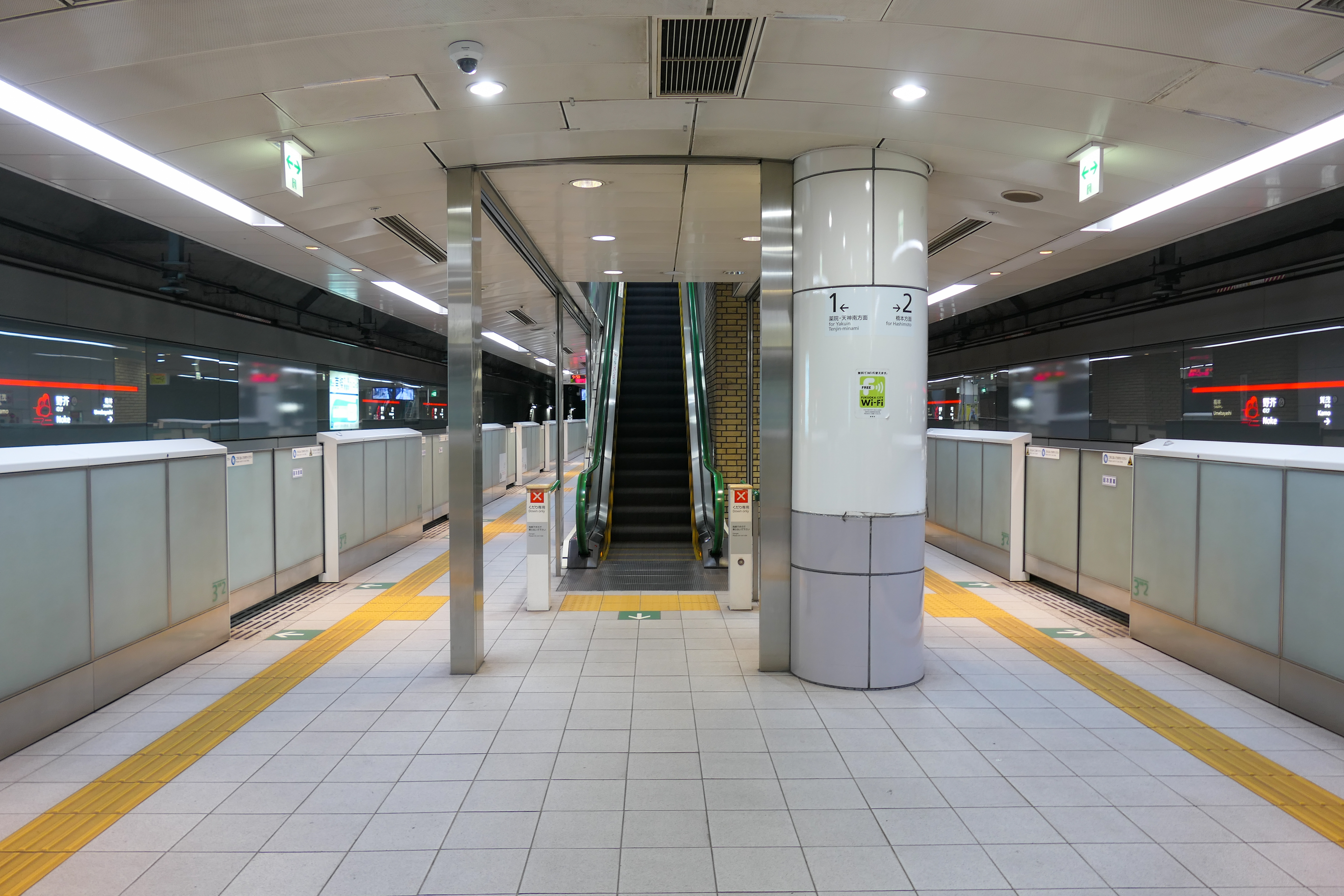